# Филармонический оркестр Управления французского радиовещания и телевидения
Филармонический оркестр Управления французского радиовещания и телевидения (Orchestre Philharmonique de l’ORTF) — французский оркестр в 1939-1975 гг., подразделение Управления французского радиовещания и телевидения. До 1964 года назывался «Филармонический оркестр французского радиовещания» (Orchestre Philharmonique de la Radiodiffusion Française). Создан на базе Симфонического оркестра Радио Парижа. Основной площадкой оркестра являлась Аудитория Парижского радиодома. После ликвидации Управления французского радиовещания и телевидения в 1975 году на его базе был создан Филармонический оркестр Радио Франции.

## Руководители оркестра
- Эжен Биго (1939—1965, с 1947 г. официально главный дирижёр)
- Шарль Брук (1965—1970)